# Nakasongola (district)
Ne doit pas être confondu avec Nakasong.
Le district de Nakasongola est un district d'Ouganda. Sa capitale est Nakasongola.

## Histoire
Ce district a été créé en 1997 par séparation de celui de Luweero.